# 苗栗縣竹南鎮竹南國民小學
24°41′0″N 120°52′13″E / 24.68333°N 120.87028°E
苗栗縣竹南鎮竹南國民小學（英語：Zhunan Elementary School），簡稱竹南國小，是一所位於台灣苗栗縣竹南鎮的國民小學。前身為創立于1898年(日治時期明治三十一年） 的中港公學校。

## 社團
- 田徑隊
- 直笛團
- 國樂團
- 管樂團
- 弦樂團
- 羽球隊
- 砌磚隊

## 歷史沿革
原為新竹國語傳習所中港分教場，地址位於中港慈裕宮。
- 1898年（日治明治三十一年） 3月20日 設立新竹國語傳習所中港分教場，位於中港慈裕宮。
- 同年10月1日 定名為中港公學校，學生五十五名。
- 1912年（日治明治四十五年） 9月18日 校舍落成啟用【現在地址：竹南鎮中正路146號】。
- 1921年（日治大正十年）4月1日 改稱竹南公學校，全校十三班。
- 1941年（日治昭和十六年)4月1日 改稱竹南宮前國民學校。
- 1947年（民國36年）1月1日 國民政府治理台灣，學校改稱竹南國民學校。
- 1968年（民國57年）8月1日 實施九年國民教育校名改稱竹南國民小學。
- 1992年（民國81年）8月1日 奉准成立音樂資優班。
- 2019年（民國108年）5月9日 校內於1899年設立之「原竹南公學校單開奉安庫」，經苗栗縣政府公告為一般古物。[3]

## 歷任校長
| 任期    | 姓名       | 任職日期   | 離職日期   | 備註 |
| ------- | ---------- | ---------- | ---------- | ---- |
| 1       | 潘萬枝先生 | 1945年8月  | 1956年10月 |      |
| 2       | 鍾有猶先生 | 1956年10月 | 1958年9月  |      |
| 3       | 蕭錦華先生 | 1958年9月  | 1961年9月  |      |
| 4       | 葉增勳先生 | 1961年9月  | 1967年12月 |      |
| 4(代理) | 林廷輝先生 | 1967年12月 | 1968年8月  |      |
| 5       | 顏火木先生 | 1968年8月  | 1980年8月  |      |
| 6       | 蕭清安先生 | 1980年8月  | 1988年1月  |      |
| 7       | 譚蘭興先生 | 1988年1月  | 1999年8月  |      |
| 8       | 連照雄先生 | 1999年8月  | 2009年2月  |      |
| 8(代理) | 黃源成先生 | 2009年2月  | 2009年8月  |      |
| 9       | 廖金文先生 | 2009年8月  | 2017年8月  |      |
| 10      | 黃善華先生 | 2017年8月  | 2019年7月  |      |
| 11      | 陳韋旭先生 | 2019年8月  | 現任       |      |

## 姊妹校
- 美国：Wallace Elementary School of Integrated Arts[4]
- 美国：Fortville Elementary School
- 美国：McCordsville Elementary School
- 美国：Mt. Comfort Elementary

## 外部連結
- 竹南國小全球資訊網  （页面存档备份，存于）
- 愛學網  （页面存档备份，存于）
- 苗栗縣竹南國小的Facebook專頁